# 경산군·청도군 (1988년 선거구)
경산군·청도군은 대한민국의 옛 국회의원 선거구이다. 당시 경상북도 경산군, 청도군 지역을 관할했다.

## 역사
제13대 국회의원 선거를 앞두고 선거구 개편이 이루어짐에 따라 경산군과 청도군이 하나의 선거구를 이루게 되면서 신설되었다.
1989년 1월, 경산군 경산읍이 경산시로 승격되었다. 이에 제14대 국회의원 선거를 앞두고 경산시·경산군·청도군 선거구로 개편되었다.

## 역대 국회의원
| 선거   | 정당 | 정당         | 의원   |
| ------ | ---- | ------------ | ------ |
| 1988년 |      | 신민주공화당 | 이재연 |

## 역대 선거 결과

### 대한민국 제13대 국회의원 선거
|  | 39.87% |

|  | 39.76% |

|  | 20.36% |